# A Message from Mars
A Message from Mars er en britisk stumfilm fra 1913 af J. Wallett Waller.

## Medvirkende
- Charles Hawtrey som Horace Parker
- E. Holman Clark som Ramiel
- Crissie Bell som Minnie Templer
- Frank Hector som Arthur Dicey
- Hubert Willis